# Calamus usitatus
Calamus usitatus là loài thực vật có hoa thuộc họ Arecaceae. Loài này được Blanco mô tả khoa học đầu tiên năm 1837.